# Wachtberg
Wachtberg là một đô thị ở huyện Rhein-Sieg, bang Nordrhein-Westfalen, Đức. Đô thị này có cự ly khoảng 15 km về phía nam Bonn. Đô thị này được lập năm 1969 thông qua việc hợp nhất 13 làng. Núi Rodderberg nằm ở phía đông của khu Wachtberg.